# Sulfolipide
De sulfolipiden vormen klasse van lipideverbindingen die zich kenmerken door een sulfaatgroep of andere zwavel-bevattende functionele groep. Met meest voorkomende sulfolipide is sulfoquinovosyldiacylglycerol (afgekort als SQDG) dat is opgebouwd uit de monosacharide sulfoquinovose en diacylglycerol. SQDG is een bouwsteen in de membranen van thylakoïden, en is dus wijdverspreid over de biosfeer. Deze sulfolipide is daarnaast een belangrijk onderdeel in de zwavelkringloop.
Andere belangrijke sulfolipiden zijn sulfatide en seminolipide, die beiden gesulfeerde glycolipiden zijn. Sulfatide is een multifunctioneel molecuul dat een regulerende rol speelt bij veel verschillende levensprocessen, zoals eiwitlokalisatie, celadhesie en diverse functies in het zenuwstelsel.